# Дунцвайлер
Дунцвайлер (нім. Dunzweiler) — громада в Німеччині, розташована в землі Рейнланд-Пфальц. Входить до складу району Кузель. Складова частина об'єднання громад Вальдмор.
Площа — 5,52 км2. Населення становить 861 ос. (станом на 31 грудня 2020).